# Coalescencia (química)
En química, la coalescencia es el proceso en el que dos dominios de fase de composición esencialmente idéntica entran en contacto para formar un dominio de fase mayor. 
Se puede citar a título de ejemplo las gotas de mercurio que se reensamblan rápidamente cuando se tocan para formar una sola gota. También se puede citar una mezcla de aceite y agua agitada enérgicamente. Se observa posteriormente que las pequeñas gotas se fusionan entre ellas progresivamente hasta formar una única gota grande que representa la separación final entre el agua y el aceite. 
El fenómeno principal que entra en juego es que los materiales optimizan su superficie de manera que minimizan su energía. 